# Raymond Dubly
Raymond Dubly (Roubaix, 5 de novembre de 1893 - 7 de setembre de 1988) fou un futbolista francès de les dècades de 1910 i 1920.
Fou jugador del Racing Club Roubaix i de la selecció francesa amb la qual participà en els Jocs Olímpics d'Estiu de 1920 i Jocs Olímpics d'Estiu de 1924.